# Pantanada de Tous
La pantanada de Tous (popularment la pantanà) és el nom amb què es coneix la gran inundació ocorreguda el 20 d'octubre de 1982 a conseqüència del trencament de la presa de Tous a causa de les pluges torrencials que arribaren als 700 mm/dia en algunes zones de la Vall d'Aiora i la Canal de Navarrés, i originà una riuada de 16.000 m³/s que arrasà la Ribera del Xúquer.
En algunes localitats, les pluges arribaren a 1000 mm en total des del dia 19 al 21. No obstant això, la magnitud del desastre es va multiplicar quan, a les 19.15 h del dia 20 d'octubre, i després d'unes quantes hores en què la presa de Tous desbordava per dalt, es va trencar.
El trencament del pantà de Tous originà una riuada al Xúquer de 16.000 m³/s superior fins i tot a la de 1864 i arrasà les comarques de la Ribera Alta i la Ribera Baixa, en especial poblacions com Sumacàrcer, Gavarda, Beneixida, Alberic, Carcaixent i Algemesí.
La zona inundada abastà els 290 km² de superfície. L'autopista A-7 i la via fèrria de Silla a Gandia tingueren també un important paper en la retenció de les aigües.
Moriren 8 persones segons les xifres oficials (40 persones segons altres fonts) i aproximadament 300.000 persones es quedaren sense llar en els dies següents. Molts dels habitatges van ser perduts definitivament. Fins i tot, pobles com Gavarda i Beneixida, es traslladaren d'ubicació en els anys posteriors (tot i que alguns veïns intentaren reconstruir els habitatges a la seua ubicació original).
Els danys superaren els 60.000 milions de pessetes, només en la província de València.
Els afectats van optar per diverses vies per tal de ser recompensats econòmicament. Alguns d'ells, que van optar per la via judicial, van estar esperant en els tribunals més de vint anys per a cobrar les compensacions.
El físic Fernando Senent Pérez dugué a terme un estudi sobre l'efecte de la riuada respecte a la radioactivitat, i va concloure que no implicà cap canvi significatiu tot i el funcionament de la Central Nuclear de Cofrents.
La pantanada de Tous ha estat una de les catàstrofes més grans en la història moderna del País Valencià, comparable, potser, amb la Gran Riuada de València i la DANA del 2024.